# Thomas Garnett (cầu thủ bóng đá)
Thomas Garnett (1900 – 10 tháng 1 năm 1950) là một cầu thủ bóng đá người Anh thi đấu ở vị trí tiền vệ chạy cánh. Ông thi đấu tại Football League Third Division North cho Nelson ở mùa giải 1921–22. Lần ra sân duy nhất của ông cho câu lạc bộ là vào ngày 14 tháng 1 năm 1922 trong thất bại 0–2 trước Ashington trên sân Seedhill.